# Liloan (Leyte du Sud)
Pour les articles homonymes, voir Liloan.
Liloan est une municipalité des Philippines située dans la province de Leyte du Sud. Son territoire couvre une petite partie du sud-est de l'île de Leyte et une partie du nord de l'île de Panaon, qui sont reliées par un pont. Son principal centre urbain se trouve sur Panaon, au débouché du pont.

## Subdivisions
Liloan est divisée en 24 barangays :
- Amaga
- Anilao
- Bahay
- Cagbungalon
- Cali-an
- Fatima
- Caligangan
- Catig/Caritas Village
- Candayuman
- Estela
- Gud-an
- Guintoylan
- Himayangan
- Ilag
- Magaupas
- Malangsa
- Pres. Quezon (Maugoc)
- Molopolo
- Pandan
- Poblacion
- President Roxas (Nailong)
- San Isidro
- San Roque
- Tabugon